# Elaphoglossum standleyi
Elaphoglossum standleyi är en träjonväxtart som beskrevs av John T. Mickel. Elaphoglossum standleyi ingår i släktet Elaphoglossum och familjen Dryopteridaceae. Inga underarter finns listade.